# Sandwich-Generation
Als Sandwich-Generation wird einerseits die Generation der heute 40- bis 60-Jährigen bezeichnet, die wie ein Sandwich „eingeklemmt“ ist zwischen den Verpflichtungen für sich, der Rentnergeneration (über Rentenbeiträge oder Pflegeleistungen) und der Kosten ihrer eigenen Kinder bis weit ins Studentenalter.
In abweichender, enger gefasster Verwendung bezeichnet der Begriff die Gruppe derjenigen Personen, die die Sorge und Pflegeleistungen für eigene ältere Angehörige tragen, meist für die eigenen Eltern, und die zugleich für die Betreuung und Erziehung ihrer Kinder verantwortlich sind.
Der Begriff spielt als politisches Schlagwort in einer Reihe gesellschaftspolitischer Fragen eine Rolle:

## Gleichzeitigkeit von Pflege und Kindererziehung
Insbesondere Frauen tragen teilweise eine Doppellast durch die Gleichzeitigkeit von Pflege der Eltern und Kindererziehung.
Empirisch ist dieser Fall jedoch selten und tritt noch seltener in Kombination mit eigener Erwerbstätigkeit auf. Zudem haben diese Sandwich-Konstellationen keinen systematischen negativen Effekt auf die Lebenszufriedenheit.

## Generationengerechtigkeit
Die Sandwich-Metapher wird zur Beschreibung der (fehlenden) Generationengerechtigkeit herangezogen. Bedingt durch die Verlängerung der Ausbildungszeiten, der Verlängerung der Lebensdauer und die Demographie, trägt die mittlere Generation die Kosten der alternden Gesellschaft durch höhere Renten- und Pflegebeiträge, muss aber gleichzeitig privat für die eigene Altersversorgung ansparen, da die Gesetzliche Rentenversicherung keine angemessene Rente erwarten lässt.

## Finanzielle Verpflichtung für Kinder und Eltern
Das deutsche Sozialrecht sieht unter bestimmten Bedingungen eine Unterhaltspflicht für volljährige Kinder und auch die eigenen Eltern vor. Auch hierdurch kommt die mittlere Generation in die „Sandwich-Konstellation“.
Die Gesetzgebung bzw. Rechtsprechung zu den Bedingungen der Unterhaltspflicht wird daher oft mit dem Begriff der Sandwich-Generation kommentiert. Beispiele sind
- Die Entscheidung des BGH zum Elternunterhalt[2]
- Die Diskussion für eine Unterhaltspflicht für Eltern junger Arbeitsloser im Rahmen des Arbeitslosengeld II

Generell ist die Bereitschaft hoch, freiwillige Leistungen an Eltern und Kinder zu leisten. Im privaten Bereich funktioniert der „kleine Generationenvertrag“. Bei den genannten Konflikten handelt es sich um Regressforderungen der Sozialämter an die 'Sandwich-Generation'.

## In der Belletristik
- Jane Rule: The Sandwich generation, in Hg. Robert Weaver, Small wonders. New stories by twelve distinguished Canadian writers. Canadian Broadcasting Corporation, Toronto 1982, S. 97 – 108 (zuerst ein Radio-Feature, engl.)